# Constituția Serbiei
Constituția Republicii Serbia (în sârbă Устав Републике Србије / Ustav Republike Srbije), cunoscută și cu numele de Constituția Mitrovdan  (Митровдански устав / Mitrovdanski ustav) a fost adoptată în 2006 și a înlocuit constituția din 1990. Adoptarea noii constituții a devenit necesară în 2009, când Serbia a devenit independentă după secesiunea Muntenegrului și disoluția Serbiei și Muntenegrului. Această constituție nu se aplică și autoproclamatei Republici Kosovo, care și-a obținut independența în 2008. (Republica Kosovo un stat parțial recunoscut și teritoriu disputat).
Proiectul de constituție a fost adoptat de Adunarea Națională pe 30 septembrie 2006 și aprobat prin referendumul din 28–29 octombrie 2006. După ce 53,04% dintre cei prezenți la vot au aprobat proiectul legii fundamentale, constituția a fost promulgată pe 8 noiembrie 2006.
Constituția conține un preambul, 206 articole, 11 părți și nu are nici un amendament.

## Prevederi principale
Constituția garantează drepturile omului și drepturile minorităților, abolește pedeapsa capitală și interzice clonarea umană. Alfabetul chirilic sârb este proclamat alfabet oficial, dar are și dispoziții cu privire la utilizarea limbilor minorităților la nivel local. Printre diferențele dintre versiunea curentă și cea anterioară se numără următoarele prevederi:
- Sunt recunoscute doar proprietatea privată, corporativă și publică; nu mai sunt recunoscute „activele sociale”".
- Cetățenilor străini li se permite să dețină proprietăți în Serbia.
- Este garantată independența totală a Băncii Naționale a Serbiei .
- Municipalităților locale le sunt garantate drepturile de proprietate ca parte a procesului de descentralizare.
- Voivodina a primit o autonomie financiară limitată.
- „Valorile și standardele europene” sunt menționate pentru prima oară în legea fundamentală.
- Limba sârbă a fost declarată limbă oficială, iar alfabetul chirilic sârb, alfabet oficial.
- A fost adoptat un nou imn național, Bože pravde (Doamne, fă dreptate).
- Au fost stabilite protecție specială pentru drepturile consumatorilor, mamei și copilului și minorităților.
- Este asigurată o mai mare libertate a informației.
- Căsătoria este definită ca „uniunea dintre un bărbat și o femeie”.

### Statutul constituțional al Kosovo
Constituția actuală a Serbiei definește Provincia Autonomă Kosovo și Metohia ca parte integrantă a Serbiei, provincie care se bucură de o „autonomie substanțială”. În opinia Comisiei de la Veneția cu privire la „autonomia substanțială” a provinciei Kosovo, examinarea Constituției duce la concluzia că această autonomie fundamentală nu este deloc garantată la nivel constituțional, deoarece constituția deleagă aproape fiecare aspect important al acestei autonomii legiuitorului.
În opinia lui Noel Malcolm, Constituția din 1903 era încă în vigoare în momentul în care Serbia a anexat Kosovo în timpul Primului Război Balcanic. El precizează că această constituție cere convocarea Marii Adunări Naționale înainte ca granițele Serbiei să poată fi extinse pentru a include Kosovo. Cum nu a fost convocată Marea Adunare Națională, Kosovo nu ar fi putut să devină parte din Regatul Serbiei. La început, noua provincie a fost guvernată prin decrete.

## Istoria Constituției Serbiei

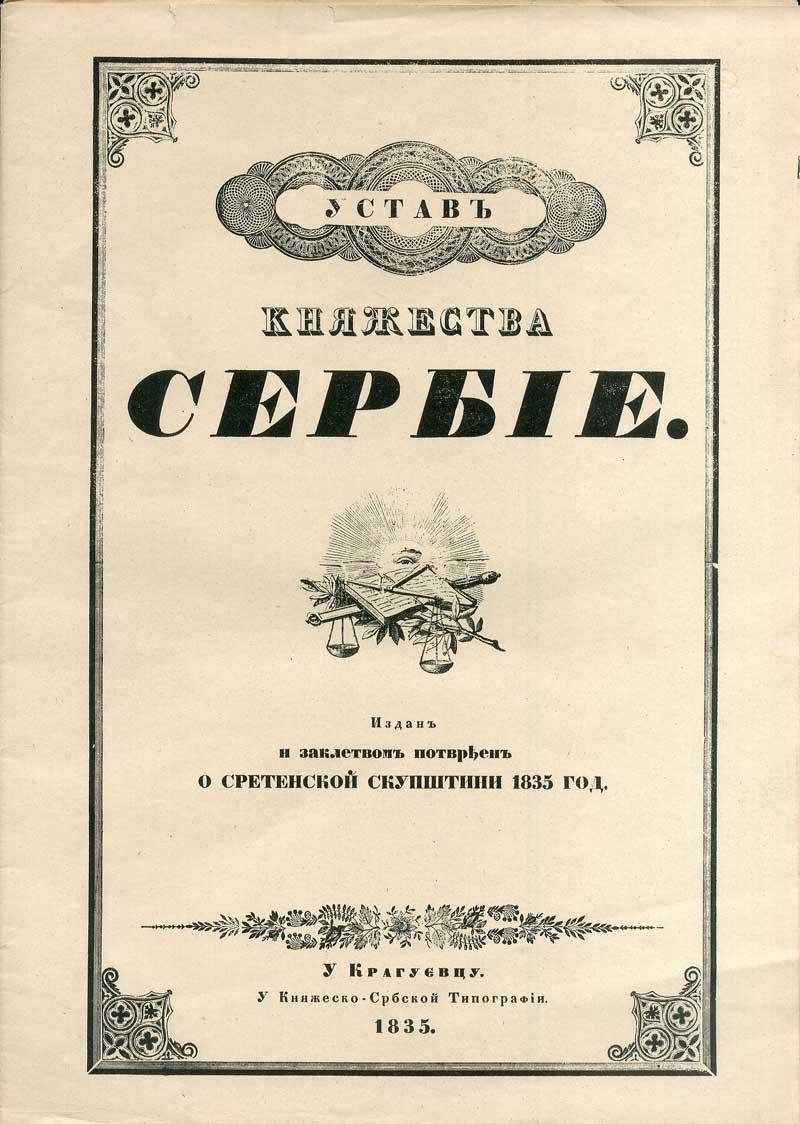
Prima pagină a „Constituției Sretenje (de ziua Întâmpinării Domnului)” din 1835

Serbia a adoptat de-a lungul istoriei 11 constituției.:
- Constituția Principatului Serbiei din 1835, așa-numita „Constituția de ziua Întâmpinării Domnului” (Constituția Sretenje)
- Constituția din 1838, numită uneori și „Constituția turcă”, promulgată ca firman al sultanului.
- Constituția din 1869
- Constituția din 1888 a Regatului Serbiei
- Constituția din 1901, numită și „Constituția din aprilie” promulgată de Alexandru I al Serbiei
- Constituția din 1903, versiunea modificată a Constituției din 1888

În perioada 1918 – 1945, Serbia a fost parte a Regatului Iugoslaviei și Iugoslaviei Federale Democratice și nu a avut o constituție proprie.
- Constituția Republicii Populare Serbia, adoptată în 1947 (Serbia a fost republică a Republica Socialistă Federativă Iugoslavia)
- Constituția Republicii Socialiste Serbia, adoptată în 1963 (Serbia a fost republică a Republica Socialistă Federativă Iugoslavia)
- Constituția din 1974 (Serbia a fost republică a RSF Iugoslavia)
- Constituția Republicii Serbia, adoptată 1990 (Serbia a fost o republică componentă în cadrul RSF Iugoslavia în perioada 1990–1992, Republicii Federale Iugoslavia în 1992–2003 și Serbiei și Muntenegrului în 2003-2006)
- Constituția din 2006, numită și „Constituția Mitrovdan”, constituția în vigoare în acest moment, prima constituție a Serbiei independente.